# Wajir
Wajir este un oraș din Kenya, reședința comitatului cu același nume, cu aproximativ 33.000 de locuitori.
Uniunea Astronomică Internațională a denumit un crater de pe Marte după Wajir.